# Johann Karl von Rebentisch
Freiherr Johann Karl von Rebentisch (* 1710; † 20. August 1765 in Lissabon) war ein königlich-preußischer Generalmajor und Chef des Infanterie-Regiments Nr. 11. Nach seinem Eintritt in die portugiesische Armee wurde er dort Generalleutnant.

## Leben
Er entstammte einem alten mährischen Geschlecht. Sein Vater war ein kaiserlicher Hofkammerrat und Kammerdirektor in Siebenbürgen.
Rebentisch war österreichischer Major im Regiment Broune, als er 1747 den preußischen General Winterfeld in Karlsbad traf. Er war unzufrieden, da der Major Siskowitz vor ihm befördert wurde. Danach verließ er die Armee und wechselte zum preußischen Militär. Am 1. September 1747 wurde er Oberstleutnant und Adjutant des Königs Friedrich II. Im September 1751 ernannte der König Rebentisch zum Oberst im Infanterie-Regiment Nr. 43 (Kalsow). Mit dem Regiment zog er in den Siebenjährigen Krieg. In der Schlacht bei Prag im Mai 1756 wurde er verwundet und kam zur Garnison nach Schweidnitz. Als die Festung am 12. November 1756 von General Nadasdy erobert wurde, ging er in Gefangenschaft. Er wurde ausgetauscht und im Mai 1757 zum Generalmajor ernannt. 1758 war Rebentisch bei der Belagerung von Olmütz und kommandierte am 4. Juli 1758 die Laufgräben, als er einen großen Ausfall der Österreicher abwehren konnte. Im Oktober 1758 übernahm er das Infanterie-Regiment Nr. 11 (Below).
Während der Schlacht bei Kunersdorf am 12. August 1759 befand er sich beim Korps des Prinzen Heinrich. Am 21. September konnte er sich im Gefecht bei Meißen bereits auszeichnen.
Am 7. Oktober übernahm er das Korps Bülow bei Eilenburg. Am 15. Oktober vertrieb er den General Buccow von Höhen bei Schildau. Danach traf er sich bei Kemberg mit den Korps des Generals von Wunsch. Am 29. Oktober kam es zu Gefechten mit dem Korps unter General Arenberg. Aber am 21. November 1759 geriet er mit den Korps Fink bei Maxen in Gefangenschaft, in welcher er bis zum Ende des Krieges blieb.
Nach seiner Freilassung wurde über den Generalleutnant Fink und alle anderen gefangenen Generäle ein Kriegsgericht gehalten. Dort wurde Rebentisch zu einem Jahr Arrest und Entlassung verurteilt. Ihm wurde besonders zur Last gelegt, dass er die Verhandlungen mit dem österreichischen Oberkommandierenden Daun geführt hatte.
Nach Ablauf der Haft ging er nach Wien. Dort traf er den portugiesischen Gesandten Ambrosio Freyre d’Andrade e Castro (* 1700; † 14. November 1770), der ihn für die portugiesische Armee werben konnte.
Der Gesandte war mit Marie Anna Elisabeth von Schaffgotsch (* 9. Oktober 1738; † 27. November 1787) einer entfernt Verwandten verheiratet.
Am 7. Februar 1765 kam er in Lissabon an und wurde dem König vorgestellt. Er sollte die Armee mit preußischer Disziplin voranbringen. Er hatte sich dabei wohl viele Feinde gemacht und starb am 20. August 1765 in Lissabon, an Gift wurde behauptet.
Er galt als guter Ingenieur und war großer Kunstliebhaber.

## Familie
Während seiner Zeit in Schlesien hatte er Maria Anna Hedwig von Schaffgotsch (* 21. Februar 1719; † 19. Juli 1765) kennengelernt. Sie war die Tochter von Johann Anton von Schaffgotsch (* 19. April 1675; † 19. März 1742), dem Oberamtsdirektor von Schlesien und dessen zweiter Frau Anna Theresia Kolowrat-Krakowsky-Novohradsky (* 9. September 1690; † 29. August 1759). Das Paar hatte am 18. September 1740 geheiratet, blieb aber ohne Kinder.

## Bemerkungen
1. ↑  auch: 5. September 1701 in Temeswar; bzw. 1714 in Wien, vgl.: Priesdorff (Lit.).
2. ↑  Es kamen eine Reihe deutscher Offiziere z. B.:
  - Johann Heinrich Böhm, wurde Oberbefehlshaber aller Truppen in Brasilien.
  - Wilhelm von Schaumburg-Lippe, wurde Oberbefehlshaber der britischen und portugiesischen Truppen.
  - Karl Alexander von der Goltz, portugiesischer Feldmarschall
3. ↑  Marie Anna Elisabeth von Schaffgotsch entstammt einer anderen Linie, als Rebentischs Frau. Aber der Bruder von Maria, ein Franz de Paula Gotthard (* 1711; † 1738) war mit Maria Barbara von Schaffgotsch (* 1721; † 1789) der Schwester von Marie Anna Elisabeth verheiratet.